# Ceratinopsis auriculata
Ceratinopsis auriculata är en spindelart som beskrevs av James Henry Emerton 1909. Ceratinopsis auriculata ingår i släktet Ceratinopsis och familjen täckvävarspindlar. Inga underarter finns listade i Catalogue of Life.